# Associação Estoniana de Tecnologia da Informação e Telecomunicações
A Associação Estoniana de Tecnologia da Informação e Telecomunicações (em estoniano:  Eesti Infotehnoloogia ja Telekommunikatsiooni Liit, abreviado ITL) é uma organização da Estónia que une empresas e organizações de tecnologia e telecomunicações na Estónia e reforça a sua cooperação. A cooperação proporciona o desenvolvimento da Estónia rumo à sociedade da informação.
A ITL é membro da DigitalEurope, da Câmara de Comércio e Indústria da Estónia, da Confederação de Empregadores da Estónia e da Associação de Contribuintes da Estónia.
O predecessor da ITL foi a Estonian Computer Association (AFA), fundada em 1992. A 23 de março de 2000 a AFA associou-se à Association of Telecommunication Companies (TEL). Após a fusão da AFA e da TEL, a ITL foi estabelecida.